# Tone Wraber
Tone (Anton Martin) Wraber, slovenski botanik, * 4. marec 1938, Ljubljana, † 6. julij 2010.
Njegov oče je bil botanik Maks Wraber. V Ljubljani je obiskoval osnovno šolo in klasično gimnazijo. Doktoriral je v Trstu leta 1972 z disertacijo o pionirskih vrstah rastlin v Julijskih Alpah. Sprva je delal v Prirodoslovnem muzeju Slovenije, kjer je bil od leta 1963 kustos, leta 1968 pa je postal asistent v ljubljanskem botaničnem vrtu; istega leta se je zaposlil na Biotehniški fakulteti, kjer je leta 1984 napredoval v izrednega in 1990 v rednega profesorja na Oddelku za biologijo Biotehniške fakultete v Ljubljani. Kot profesor botanike se je upokojil leta 2007, tudi po upokojitvi pa je nadaljeval s poučevanjem osnov latinščine za biologe. 
Znanstveno se je posvečal taksonomiji in fitogeografiji flore (predvsem gorske) Slovenije in nekdanje Jugoslavije ter varstvu narave. Udeležil se je tudi dveh odprav v Himalajo (JAHO III in JAHO IV) ter odprave v Centralnoafriško republiko, v okviru katerih je zbiral botanično gradivo. 1979-86 je bil urednik Proteusa.
Dobil je Jesenkovo priznanje Biotehniške fakultete (2001), 2004 je postal častni član Prirodoslovnega društva Slovenije, 2010 pa mu je bil posmrtno podeljen naziv zaslužnega profesorja ljubljanske univerze.